# Zemský okres Waldeck-Frankenberg
Zemský okres Waldeck-Frankenberg (německy Landkreis Waldeck-Frankenberg) je zemský okres v německé spolkové zemi Hesensko, ve vládním obvodu Kassel. Sídlem správy zemského okresu je město Korbach. Má přibližně 157 tisíc obyvatel. 

## Města a obce
| Města: 1. Bad Arolsen 2. Bad Wildungen 3. Battenberg 4. Diemelstadt 5. Frankenau 6. Frankenberg 7. Gemünden 8. Hatzfeld 9. Korbach 10. Lichtenfels 11. Rosenthal 12. Volkmarsen 13. Waldeck | Obce: 1. Allendorf 2. Bromskirchen 3. Burgwald 4. Diemelsee 5. Edertal 6. Haina 7. Twistetal 8. Vöhl 9. Willingen |